# بوب ستيوارت
بوب ستيوارت (بالإنجليزية: Bob Stewart)‏ هو سياسي بريطاني، ولد في 7 يوليو 1949. حزبياً، نشط في حزب المحافظين. في انتخابات المملكة المتحدة لعام 2010، انتخب عضو برلمان المملكة المتحدة الـ55 عن دائرة بيكنهام وقد انضم خلال فترته النيابية ‏ (6 مايو 2010 – 30 مارس 2015) للكتلة البرلمانية حزب المحافظين وفي الانتخابات العامة في المملكة المتحدة 2015، انتخب عضو برلمان المملكة المتحدة الـ56 عن دائرة بيكنهام وقد انضم خلال فترته النيابية ‏ (8 مايو 2015 – 3 مايو 2017) للكتلة البرلمانية حزب المحافظين وفي الانتخابات التشريعية البريطانية 2017، انتخب عضو برلمان المملكة المتحدة الـ57 عن دائرة بيكنهام وقد انضم خلال فترته النيابية ‏ (8 يونيو 2017 – ) للكتلة البرلمانية حزب المحافظين.

## الخلافات
في نوفمبر 2022 ، كان عضو البرلمان من حزب المحافظين بوب ستيوارت في البحرين عندما أعلن في نهاية خطابه "حفظ الله ملك البحرين" متبوعًا بعبارة "حفظ الله ملك إنجلترا". يُزعم أن النائب تلقى هدايا بقيمة 10،000 جنيه إسترليني من الحكومة البحرينية في شكل ضيافة وسفر إلى الدولة الخليجية. على ما يبدو ، لم تكن هذه هي المرة الأولى التي يتحدث فيها النائب عن حزب المحافظين دفاعًا عن نظام استبدادي مثل البحرين بعد دفعه مقابل السفر إلى البلاد في مناسبات متعددة إلى جانب إنفاق آلاف الجنيهات. وفقًا لسجل المصالح ، سافر ستيوارت إلى البحرين في نوفمبر 2021 ونوفمبر 2019 برحلات ووجبات وإقامة مدفوعة من قبل وزارة الخارجية البحرينية. ظل بوب غير متاح عند التواصل معه للتعليق على هذه المسألة.